# Emmanuel Asante
Emmanuel Asante (né le 2 mai 1995) est un footballeur ghanéen qui joue actuellement pour Namungo dans la Premier League tanzanienne.

## Carrière
Emmanuel Asante a joué pour plusieurs équipes ghanéennes et avec le Daring Club Motema Pembe en RD Congo en tant que défenseur. 

## Carrière internationale
En novembre 2013, l'entraîneur Maxwell Konadu, l'a invité à faire partie de l'équipe du Ghana pour la Coupe des Nations de l'UAFO 2013. Il a aidé l'équipe à terminer à la première place après que le Ghana a battu le Sénégal par 3-1. 